# 5086 Demin
5086 Demin è un asteroide della fascia principale. Scoperto nel 1978, presenta un'orbita caratterizzata da un semiasse maggiore pari a 2,1766353 UA e da un'eccentricità di 0,1135088, inclinata di 3,39004° rispetto all'eclittica.